# Apotropina lachaisei
Apotropina lachaisei är en tvåvingeart som beskrevs av Curtis W. Sabrosky 1982. Apotropina lachaisei ingår i släktet Apotropina och familjen fritflugor.
Artens utbredningsområde är Elfenbenskusten. Inga underarter finns listade i Catalogue of Life.